# Douglas D-558-2 Skyrocket
El Douglas D-558-2 Skyrocket (o D-558-II) fue un avión de investigación de propulsión mixta, a reacción y cohete, construido por la Douglas Aircraft Company para la Armada de los Estados Unidos. El 20 de noviembre de 1953, poco antes del 50 aniversario del primer vuelo a motor, Scott Crossfield llevó el Skyrocket hasta Mach 2, o más de 2076 km/h, la primera vez que un avión había sobrepasado el doble de la velocidad del sonido.

## Diseño y desarrollo

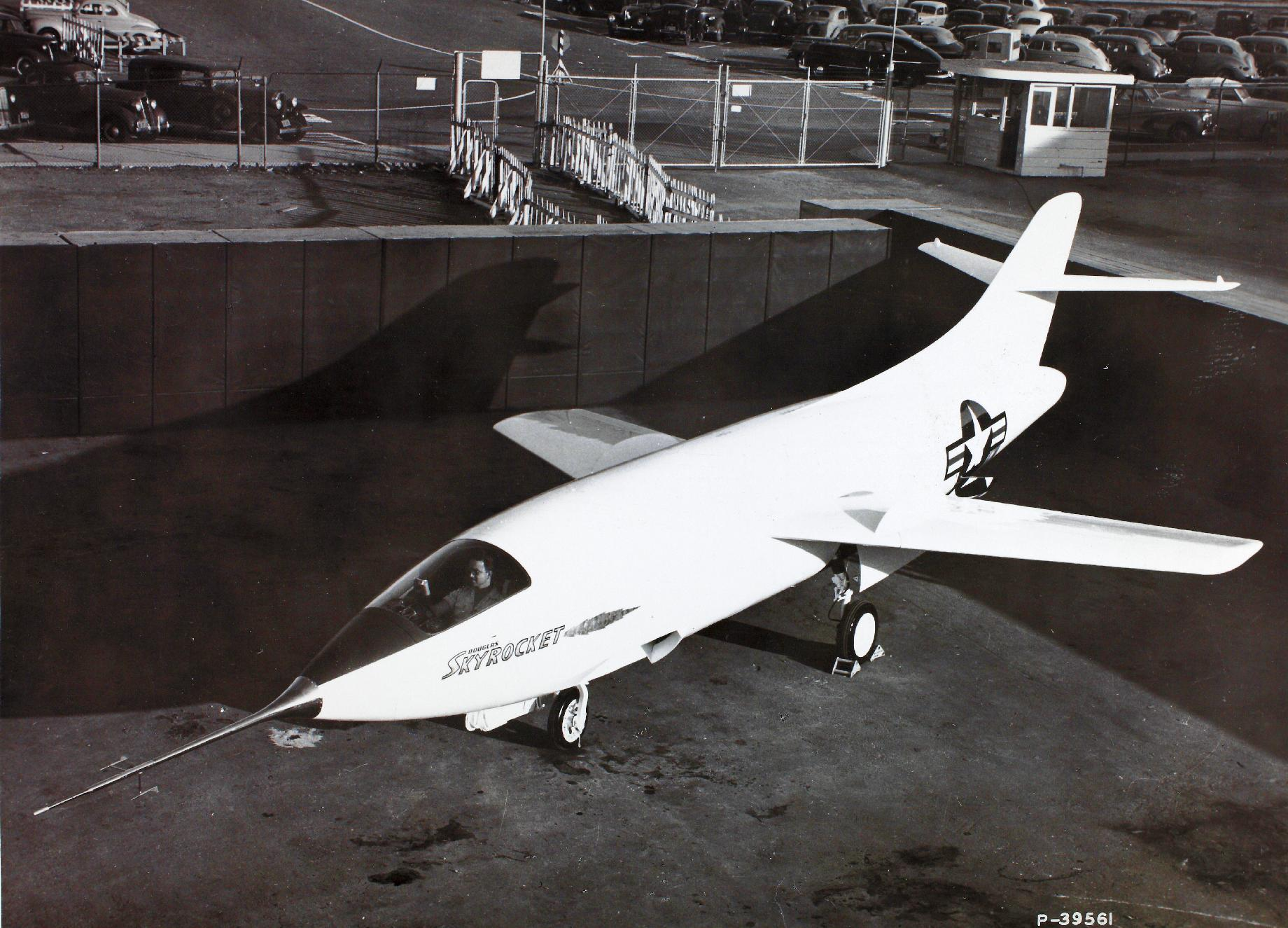
El D-558-2, vista superior frontal.

El "-2" en la designación del avión se refería al hecho de que el Skyrocket era la versión de la fase dos de lo que había sido originalmente concebido como un programa de tres fases. El avión de la fase uno, el D-558-1, era a reacción y tenía alas rectas. La tercera fase, que nunca llegó a buen puerto, habría incluido la construcción de una maqueta de un avión de tipo de combate, encarnando los resultados de las pruebas de los aviones de las fases una y dos. El eventual diseño D-558-3, que nunca fue construido, era para un avión hipersónico similar al North American X-15.
Cuando se hizo obvio que el fuselaje del D-558-1 no podía ser modificado para acomodar a los impulsores a reacción y cohete, el D-558-2 fue concebido como un avión enteramente diferente. Una orden de cambio del contrato fue emitida el 27 de enero de 1947 para abandonar formalmente los tres aviones D-558-1 finales y sustituirlos por tres aviones D-558-2 nuevos.
El Skyrocket presentaba alas con una flecha de 35 grados y estabilizadores horizontales con una flecha de 40 grados. Las alas y el empenaje fueron fabricados de aluminio y el gran fuselaje era de construcción de magnesio en su mayoría. El Skyrocket estaba equipado con un motor turborreactor Westinghouse J34-40 alimentado a través de entradas de aire laterales en el fuselaje delantero. Este motor estaba destinado para su uso durante el despegue, ascenso y aterrizaje. Para el vuelo a alta velocidad, fue equipado con un motor de cuatro cámaras Reaction Motors LR8-RM-6 (la designación de la Armada para el XLR-11 de la Fuerza Aérea usado en el Bell X-1). Este motor estaba calibrado a 6000 lbf (27 kN) de empuje estático a nivel del mar. Un total de 950 l de combustible de aviación, 740 l de alcohol, y 680 l de oxígeno líquido se llevaban en los tanques del fuselaje.
El Skyrocket estaba configurado con una cubierta enrasada, pero la visibilidad desde la cabina era pobre, así que fue reconfigurado con una cubierta elevada con ventanas anguladas convencionales. Esto dio lugar a un área de perfil mayor en el frente del avión, que fue compensado con una altura adicional de 36 cm del estabilizador vertical. Como su predecesor, el D-558-1, el D-558-2 fue diseñado para que el fuselaje delantero, incluyendo la cabina, pudiera separarse del resto del avión en una emergencia. Una vez que el fuselaje delantero hubiera decelerado lo suficiente, el piloto podría entonces ser capaz de escapar de la cabina mediante el paracaídas.

## Variantes
Los tres Skyrocket tenían alas con una flecha de 35.º
Hasta que se configuró para el lanzamiento aéreo, el NACA 143 utilizó un motor turborreactor Westinghouse J-34-40, calibrado a 3000 lbf (13 kN) de empuje estático. Llevaba 980 l de gasolina de aviación y pesaba 4795 kg al despegue.
El NACA 144 (y el NACA 143 después de una modificación en 1955) estaba propulsado por un motor cohete LR-8-RM-6 calibrado a 6000 lbf (27 kN) de empuje estático. Sus propelentes eran 1310 l de oxígeno líquido y 1430 l de alcohol etílico diluido. En su configuración de lanzamiento, pesaba 7161 kg.
El NACA 145 tenía un motor cohete LR-8-RM-5 calibrado a 6000 lbf (27 kN) de empuje estático y un motor turborreactor Westinghouse J-34-40 calibrado a 3000 lbf (13 kN) de empuje estático. Llevaba 640 l de oxígeno líquido, 730 l de alcohol etílico diluido, y 980 de gasolina de aviación, para un peso de lanzamiento de 6925 kg.

## Operadores
Estados Unidos
- Armada de los Estados Unidos

## Historia operacional
El piloto de Douglas John F. Martin realizó el primer vuelo en el Aeródromo del Ejército Muroc (más tarde renombrado Base de la Fuerza Aérea Edwards) en California, el 4 de febrero de 1948, en un avión equipado solo con el motor a reacción. La meta del programa era investigar las características de un avión de ala en flecha a velocidades transónicas y supersónicas, con atención particular a la sobreelevación (rotación incontrolada del morro hacia arriba), un problema frecuente en los aviones de servicio de alta velocidad de aquella época, particularmente a bajas velocidades durante el despegue y aterrizaje, y en los giros ceñidos.
Los tres aviones reunieron una gran cantidad de datos acerca de la sobreelevación y el acoplamiento de movimientos laterales (guiñada) y longitudinales (cabeceo); cargas alares y de cola, sustentación, resistencia y características de las vibraciones de un avión de ala en flecha a velocidades transónicas y supersónicas; y los efectos del penacho de gases de escape del cohete en la estabilidad dinámica en todo el abanico de velocidades (los efectos del penacho de gases fueron una nueva experiencia para los aviones). El avión número tres también reunió información acerca de los efectos de las cargas externas (formas de las bombas, tanques lanzables) sobre el comportamiento del avión en la región transónica (aproximadamente de 0,7 a 1,3 veces la velocidad del sonido). En correlación con los datos de otros aviones pioneros de investigación transónica, tales como el XF-92A, esta información contribuyó a solucionar el problema de la sobreelevación en los aviones de ala en flecha.
Su investigación de vuelo se realizó en la Unidad de Pruebas de Vuelo (Flight Test Unit) Muroc del NACA, en California, redesignado Estación de Investigación de Vuelo de Alta Velocidad (High-Speed Flight Research Station (HSFRS)) en 1949. El HSFRS se convirtió en la Estación de Vuelo de Alta Velocidad (High-Speed Flight Station) en 1954 y luego fue conocida como el Centro de Investigación de Vuelo (Flight Research Center) Dryden de la NASA. En 2014 fue renombrada Centro de Investigación de Vuelo Flight Research Center) Armstrong en honor a Neil Armstrong.

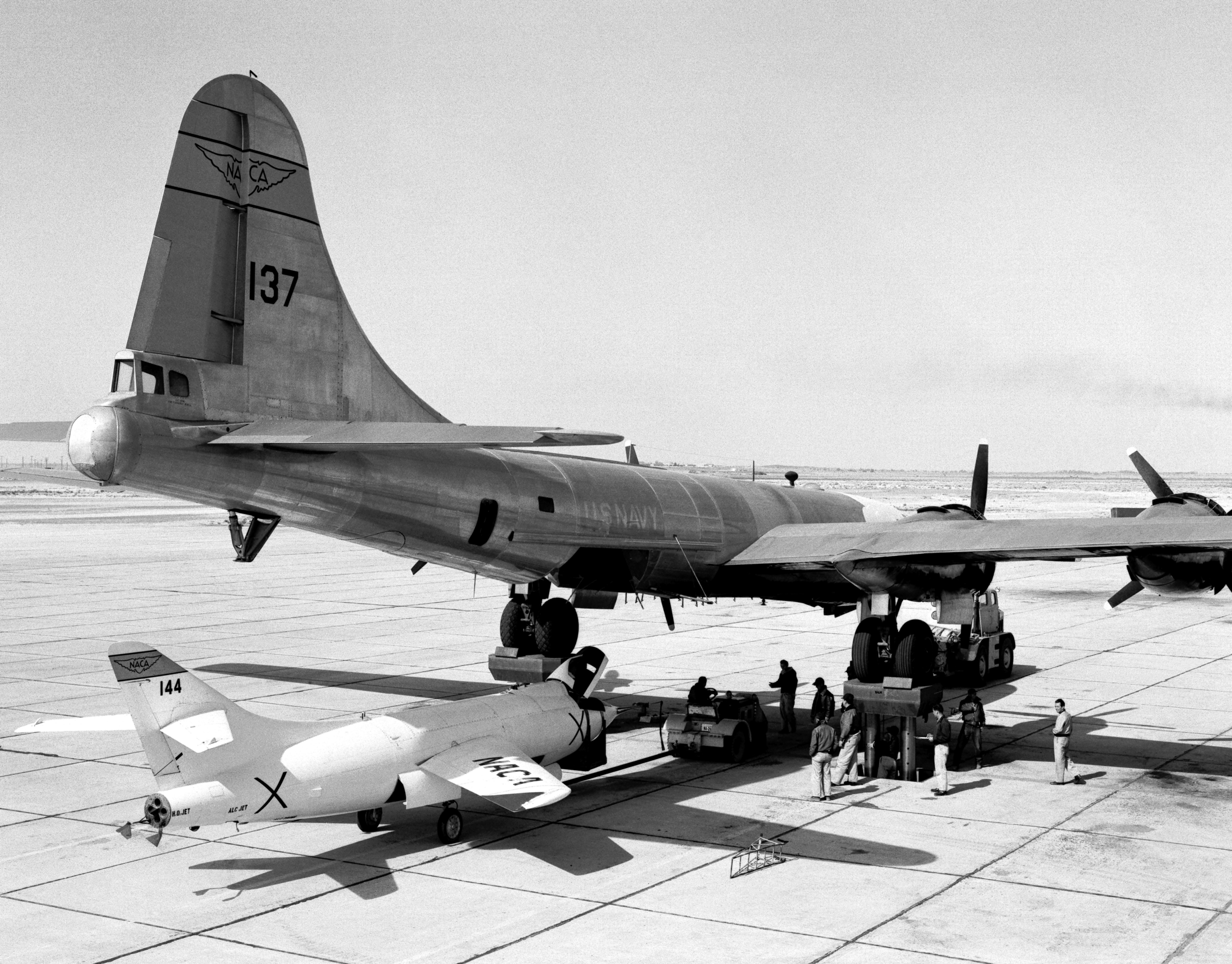
B-29 (variante P2B) en soportes para acomodar al Skyrocket.

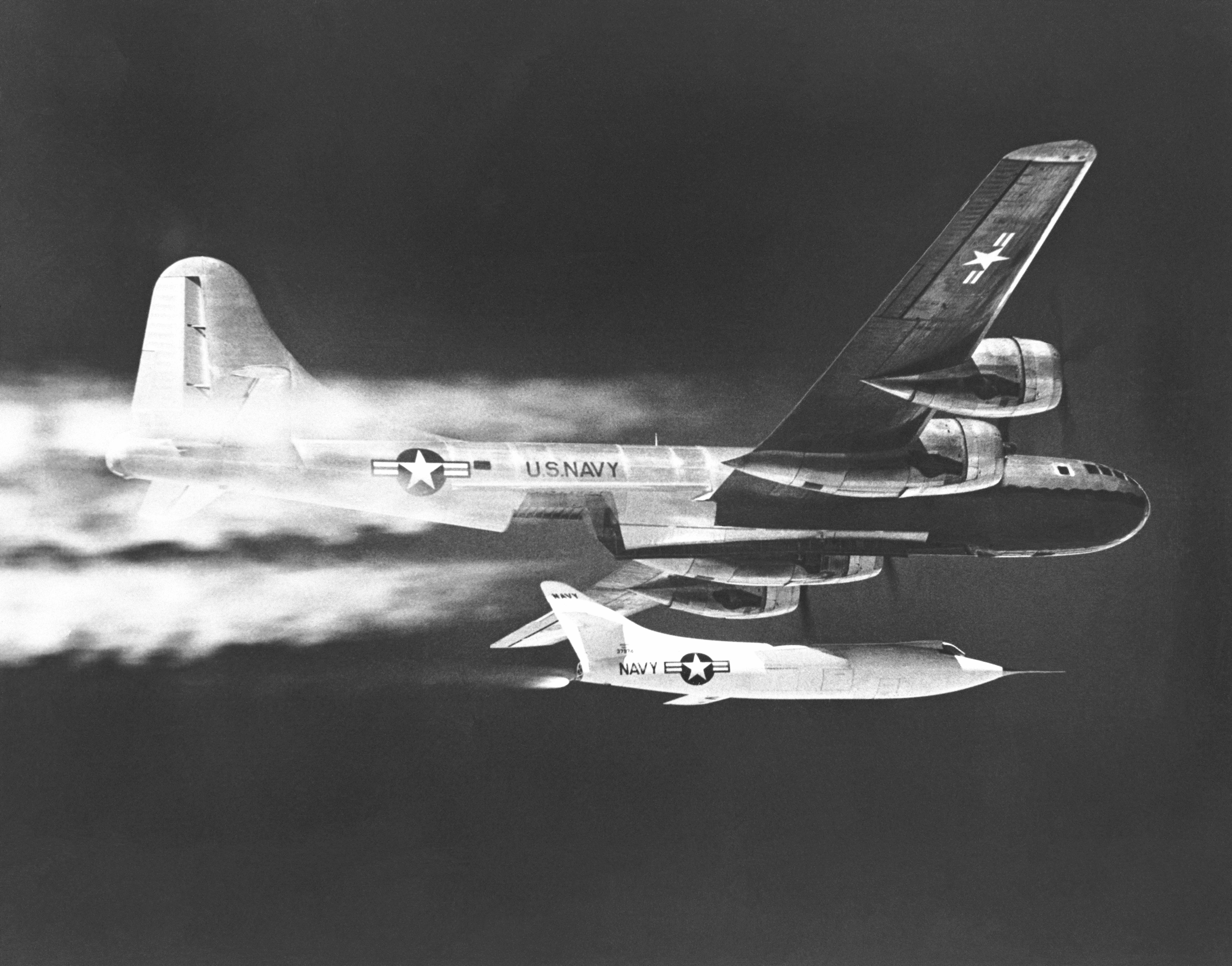
El Douglas Skyrocket fue lanzado desde un bombardero de patrulla P2B.

Los tres aviones volaron un total de 313 veces (123 por el avión número uno (Bureau N.º 37973, NACA 143), 103 por el segundo Skyrocket (Bureau N.º 37974, NACA 144), y 87 por el número tres (Bureau N.º 37975, NACA 145)). El Skyrocket 143 realizó todas sus misiones, excepto una, como parte del programa del contratista Douglas para probar las prestaciones del avión.
El avión 143 del NACA fue inicialmente dotado solo con el motor a reacción, pero más tarde fue equipado con el motor cohete. En esta configuración, fue probado por Douglas de 1949 a 1951. Tras el programa de pruebas de Douglas, fue entregado al NACA, que lo almacenó hasta 1954. En 1954-55, el contratista lo modificó con la capacidad de ser lanzado desde el aire solo como avión-cohete, con el motor a reacción desmontado. En esta configuración, el piloto de investigación John McKay, del NACA, voló el avión una sola vez en vuelo de familiarización, el 17 de septiembre de 1956. Los 123 vuelos del NACA 143 sirvieron para validar las predicciones del túnel de viento para las prestaciones del avión, excepto por el hecho de que el avión experimentó menos resistencia por encima de Mach 0,85 de lo indicado en el mismo.
El NACA 144 también comenzó su programa de vuelos con una planta motriz de turborreactor. Los pilotos Robert A. Champine y John H. Griffith, del NACA, volaron 21 veces en esta configuración para probar las calibraciones de velocidad del aire y para investigar la estabilidad longitudinal y lateral, y el control. En el proceso, durante agosto de 1949, se encontraron con problemas de sobreelevación, que fueron reconocidos como serios por los ingenieros del NACA, porque podrían producir una restricción limitante y peligrosa en las prestaciones de vuelo. Por lo tanto, determinaron realizar una completa investigación del problema.
En 1950, Douglas reemplazó el turborreactor por un motor cohete LR-8, y su piloto, Bill Bridgeman, voló el avión siete veces hasta una velocidad de Mach 1,88 (1,88 veces la velocidad del sonido) y a una altitud de 79494 pies (24230 m), siendo esta última un récord mundial no oficial de altitud de su época, conseguido el 15 de agosto de 1951. En la configuración cohete, el avión fue acoplado debajo de la bodega de bombas de un P2B de la Armada, una variante del bombardero B-29. El P2B volaría a cerca de 30000 pies (9100 m), y luego soltaría el avión cohete. Durante los vuelos supersónicos de Bridgeman, se encontró con un violento movimiento de giro conocido como inestabilidad lateral. El movimiento fue menos pronunciado durante el vuelo a Mach 1,88, el 7 de agosto de 1951, que durante el vuelo a Mach 1,85, de junio, cuando descendió en un ángulo de ataque bajo.
Los ingenieros del NACA estudiaron el comportamiento del avión antes de comenzar su propia investigación de vuelo en septiembre de 1951. En el siguiente par de años, el piloto Scott Crossfield, del NACA, voló el avión 20 veces para reunir datos de control y estabilidad longitudinal y lateral, cargas alar y de cola, y características de sustentación, resistencia y vibraciones a velocidades de hasta Mach 1,878.
En ese punto, el teniente coronel Marion Carl, de los Marines, voló el avión hasta un nuevo récord (no oficial) de altitud de 83235 pies (25370 m), el 21 de agosto de 1953, y una velocidad máxima de Mach 1,728. El récord de altitud no fue reconocido por la Federación Aeronáutica Internacional, porque en aquella época, los aviones que hicieran tentativas de récord tenían que despegar por sus propios medios.
A la finalización de estos vuelos de Carl para la Armada, los técnicos del NACA en la Estación de Investigación de Vuelo de Alta Velocidad (High-Speed Flight Research Station (HSFRS)), cerca de Mojave, California, equiparon las cámaras de combustión del motor LR-8 con extensiones de tobera para prevenir que los gases de escape afectaran a los timones a velocidades supersónicas. Esta adición también incrementó el empuje del motor en un 6,5 % a Mach 1,7 y 70000 pies (21300 m).
Incluso antes de que Marion Carl hubiera volado el Skyrocket, el Jefe del HSFRS, Walter C. Williams, había solicitado a la central del NACA, sin éxito, volar el avión hasta Mach 2 para recoger los datos de investigación a esa velocidad. Finalmente, después de que Crossfield hubiera asegurado la conformidad del Departamento de Aeronáutica de la Armada, el director del NACA, Hugh L. Dryden, relajó la práctica habitual de la organización de dejar a otros que establecieran récords, y consintió en intentar un vuelo a Mach 2.
Además de añadir las extensiones de tobera, el equipo de vuelos del NACA en el HSFRS enfrió el combustible (alcohol), con lo que pudo entrar más cantidad en el tanque, y enceraron el fuselaje para reducir la resistencia. El ingeniero del proyecto Herman O. Ankenbruck elaboró un plan para volar a cerca de 72000 pies (21900 m) y descender en un leve picado. Crossfield hizo historia de la aviación el 20 de noviembre de 1953, cuando voló a Mach 2,005, 2078 km/h. Fue el único vuelo de Mach 2 que realizó el Skyrocket.
Tras este vuelo, Crossfield y los pilotos del NACA Joseph A. Walker y John B. McKay volaron el avión para propósitos tales como recopilar datos de la distribución de la presión, cargas estructurales, y calentamiento estructural, realizándose el último vuelo del programa el 20 de diciembre de 1956, cuando McKey obtuvo datos de estabilidad dinámica y niveles de presión de sonido a velocidades transónicas y superiores.
Mientras tanto, el NACA 145 había completado 21 vuelos del contratista con los pilotos de Douglas Eugene F. May y William Bridgeman en noviembre de 1950. En este avión cohete y a reacción, Scott Crossfield y Walter Jones comenzaron la investigación del NACA acerca de la sobreelevación permanente, desde septiembre de 1951 hasta bien entrado el verano de 1953. Volaron el Skyrocket con una variedad de configuraciones de escuadras de guía, slats y extensiones de cuerda del borde de ataque, realizando varias maniobras, así como vuelos rectos y nivelados a velocidades transónicas. Mientras que las escuadras de guía ayudaron significativamente a recuperarse de las condiciones de la sobreelevación, las extensiones de cuerda del borde de ataque no lo hicieron, refutando, en cambio, las pruebas de túnel de viento. Los slats (superficies de sustentación auxiliar, largas y estrechas) eliminaban la sobreelevación en la posición totalmente extendidos, excepto en el intervalo de velocidades de Mach 0,8 a 0,85.
En junio de 1954, Crossfield comenzó la investigación de los efectos de las cargas externas (formas de las bombas y tanques de combustible) sobre el comportamiento transónico del avión. McKay y Stanley Butchart completaron la investigación del NACA de este asunto, volando McKay la misión final el 28 de agosto de 1956.
Además de establecer varios récords, los pilotos de Skyrocket habían recopilado datos importantes y entendido lo que podría funcionar o no para proporcionar un vuelo estable y controlado de un avión de ala en flecha en los regímenes de vuelo transónico y supersónico. Los datos que recopilaron también ayudaron a hacer posible una mejor correlación de los resultados de las pruebas de túnel de viento con los valores reales de vuelo, mejorando las habilidades de los diseñadores para producir aviones más capaces para los servicios armados, especialmente aquellos con alas en flecha. Además, los datos sobre cuestiones como la estabilidad y el control, de éste y otros aviones pioneros de investigación, ayudaron en el diseño de la Serie Century de aviones de caza, llevando todos ellos los estabilizadores horizontales móviles que se emplearon por primera vez en el X-1 y en la serie D-558.

## Supervivientes
El D-558-2 Skyrocket #1 está en exhibición en el Planes of Fame Museum, Chino, California. El Skyrocket número dos, el primer avión en volar a Mach 2, está en exhibición en el National Air and Space Museum en Washington D. C.. El tercer avión es exhibido en un pilón en los jardines del Antelope Valley College, Lancaster, California.

### Números de serie de los aviones
- D-558-2 Skyrocket
  - D-558-2 #1 - #37973 NACA-143, 123 vuelos.
  - D-558-2 #2 - #37974 NACA-144, 103 vuelos.
  - D-558-2 #3 - #37975 NACA-145, 87 vuelos.

## Especificaciones (D-558-2 Skyrocket)
(Configurado con propulsión mixta)
Referencia datos: 

### Características generales
- Tripulación: un piloto
- Longitud: 12,8 m
- Envergadura: 7,6 m
- Altura: 3,8 m
- Superficie alar: 16,2 m²
- Peso vacío: 4273 kg
- Peso máximo al despegue: 6923 kg
- Planta motriz: 
* 1x Turborreactor Westinghouse J34-WE-40 de 3000 lbf (13 kN) de empuje 
* 1x Motor cohete Reaction Motors XLR-8-RM-5 de 6000 lbf (27 kN) de empuje .

### Rendimiento
- Velocidad nunca excedida (Vne): 1160 km/h, 2010 km/h en lanzamiento aéreo
- Velocidad de entrada en pérdida (Vs): 257,7 km/h
- Techo de vuelo: 5030 m (16500 pies)
- Régimen de ascenso: 113,83 m/s, 56,33 m/s solo con potencia cohete (22400 pies/min, 11100 pies/min solo con potencia cohete)
- Carga alar: 426 kg/m²
- Empuje/peso: 0,39

### Desarrollos relacionados
- D-558-1 Skystreak

### Aeronaves similares
- Bell X-2

### Listas relacionadas
- Anexo:Aeronaves militares de los Estados Unidos (navales)